# Brevipalpus bumeliae
Brevipalpus bumeliae är en spindeldjursart som beskrevs av De Leon 1961. Brevipalpus bumeliae ingår i släktet Brevipalpus och familjen Tenuipalpidae. Inga underarter finns listade.